# Océanographie
Cet article concerne l'océanographie. Pour l'océanologie, voir Océanologie.
L'océanographie (du grec Ὠκεανός / ōkeanós, « Océan », dieu de la mer et γράφω / gráphô « écrire ») est une discipline scientifique, faisant partie des sciences de la Terre, consacrée à l'étude des mers et des océans. Un premier congrès en 1871 et l'expédition Challenger accomplie entre 1872 et 1876 concrétisent la naissance de cette discipline et en popularisent rapidement le nom et les premières avancées auprès du public amateur. Le terme océanographe, désignant les chercheurs de cette science, apparaît en France en 1881.
Les océanographes étudient un très grand nombre d'aspects des océans et des mers, incluant la tectonique des plaques, les grands cycles biogéochimiques, les courants océaniques ou encore les organismes et les écosystèmes marins ou encore les liens entre océans et modifications climatiques. Ces domaines variés reflètent la multitude de disciplines que les océanographes intègrent afin de comprendre l'interdépendance qu'il existe entre la biologie, la géologie, la météorologie et la physique de l'océan. On distingue cependant en français l'océanographie de l'océanologie, qui concerne l'utilisation de l'océanographie appliquée à l'exploitation des ressources océaniques et à la protection des environnements marins.

## Histoire de l'océanographie

### Aperçu de quelques faits océanographiques avant l'océanographie
Dans l'Antiquité Pline l'Ancien écrivait que selon Papirius Fabianus, « la plus grande profondeur de la mer est de quinze stades (2 760 m). D'autres assurent que dans le Pont-Euxin, en face de la nation des Coraxiens, dans un lieu appelé les Abîmes du Pont, à trois cents stades (55,2 km) environ du continent, la mer a une profondeur sans bornes, et qu'on n'y a jamais trouvé le fond ».
Par nature, l'exploration des océans a été longue et difficile et n'a débuté qu'il y a seulement quelques siècles avec le développement de la navigation et des premières grandes explorations lointaines. Au XIVe siècle, la maîtrise maritime de l'Europe occidentale commence un formidable essor alors que la navigation se fait toujours essentiellement à l'estime. Au XVIe siècle, le néologisme océanographie est déjà employé par les Humanistes, mais pour désigner vaguement divers écrits sur les voyages maritimes et les mers. Jusqu'à une période récente, seuls les navires apportaient l'essentiel des connaissances de ce milieu, mais les données étaient dispersées dans le temps et l'espace.
Les premières investigations étaient limitées à la surface et aux quelques créatures que les pêcheurs attrapaient mais lorsque Bougainville et Cook mènent leurs explorations, les mers elles-mêmes sont une part de leur rapport.
À la fin du XVIIIe et au début du XIXe siècle, James Rennell a écrit les premiers textes scientifiques sur les courants dans les océans Atlantique et Indien. Sir James Clark Ross procéda aux premiers sondages modernes des mers profondes en 1840 et Charles Darwin publia un article sur les récifs et la formation des atolls.
En 1854, une conférence internationale tenue à Bruxelles propose un protocole mondial de mesure des données océaniques par les navires marchands. Il est la source des premières séries cohérentes de mesure des températures moyennes de surface de la mer.
Alors qu'on venait en 1849 de découvrir la pente abrupte au-delà du plateau continental, Matthew Fontaine Maury publie en 1855 le premier texte véritablement « océanographique ». Trois ans plus tard, en août 1858, la pose du premier câble télégraphique transatlantique, grâce aux travaux du lieutenant Maury, confirme la présence d'une dorsale sous-marine au milieu de l'océan.

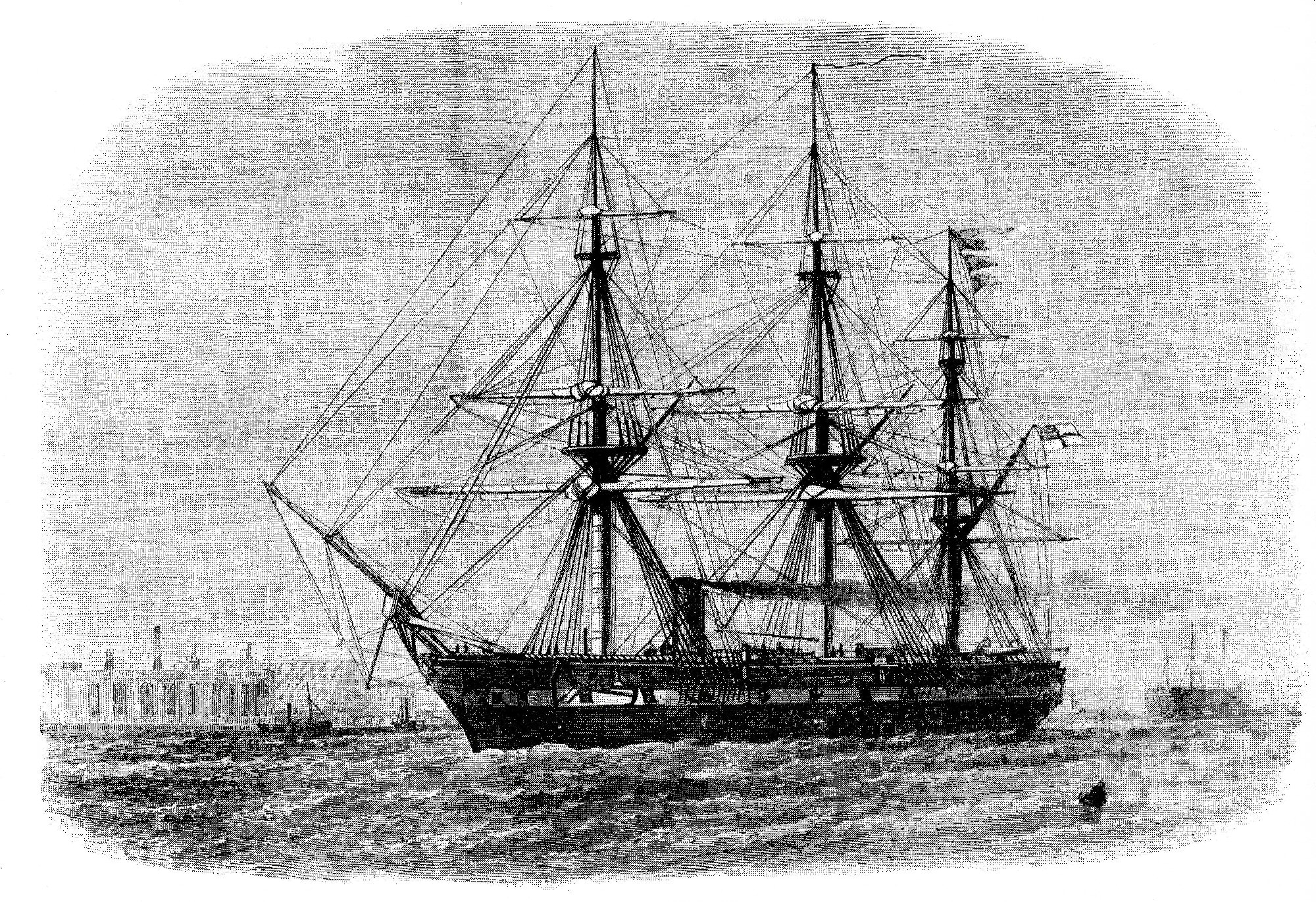
Le navire océanographique britannique HMS Challenger en 1858

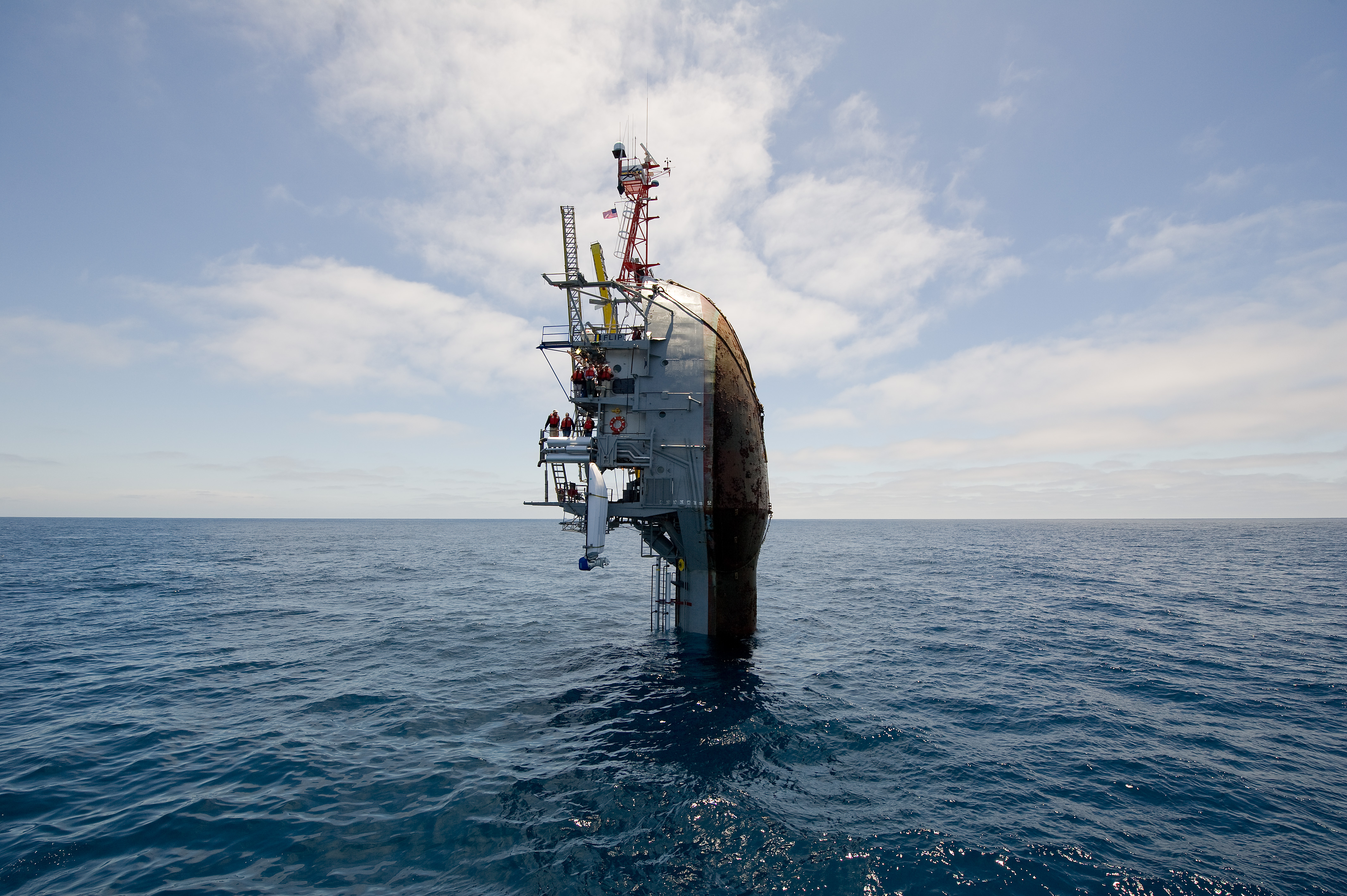
RV FLIP, navire océanographique américain appartenant à l'Institut d'océanographie Scripps, utilisé depuis 1962

### Naissance de l'océanographie

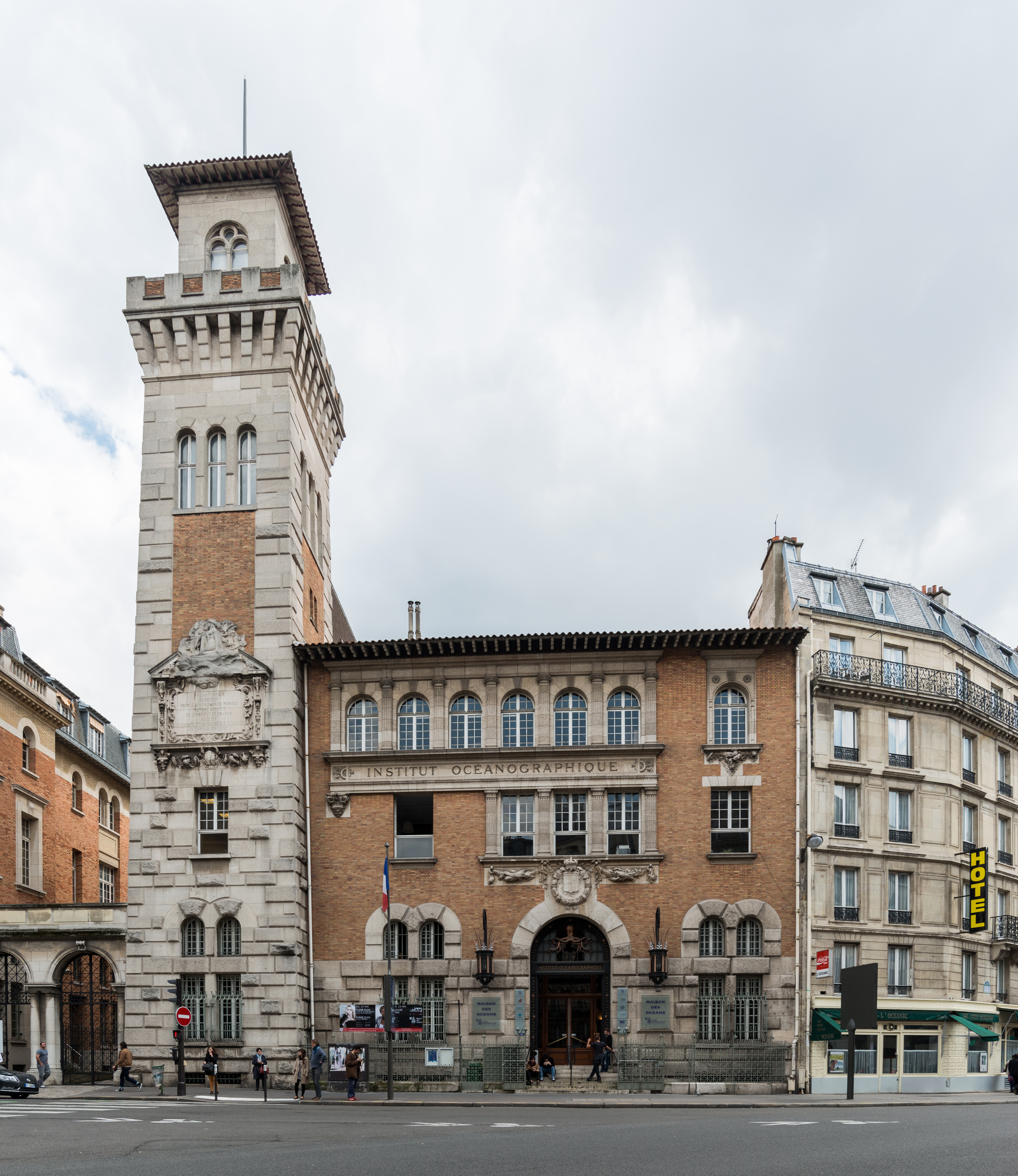
L'institut océanographique de Paris fondé par Albert Ier de Monaco

L'océanographie est holistique en ce que l'océan influe sur le climat et qu'il est en retour influencé par les écosystèmes terrestres, et qu'il mémorise via ses sédiments les apports non seulement terrigènes, mais aussi spatiaux. Hans Pettersson a marqué des océanographes tels qu'Arrhenius en leur rappelant que les sédiments ont mieux que les sols gardé la mémoire des apports de particules cosmiques (mais moins bien que la glace).
Dans la seconde moitié du XIXe siècle, les sociétés savantes reçoivent et traitent un flot de nouvelles observations terrestres et maritimes et les spécialistes d'histoire naturelle en Europe pressentent le besoin d'informations autres qu'anecdotiques sur les océans.
L'océanographie émergente après 1850 est une science carrefour au même titre que sa devancière terrestre, la géographie lentement constituée par des pionniers tels les Allemands Alexander von Humboldt, fondateur de la première société de géographie en 1813 à Berlin ou Carl Ritter, professeur de géographie marquant la vocation d'Élisée Reclus, alors étudiant. La cartographie, l'astronomie et la géodésie en progrès du siècle industriel proposent des outillages fondamentaux pour les deux sœurs. Les sociétés de géographie dès leur naissance multiplient les explorations, les enquêtes et les découvertes en laissant de volumineux rapports écrits et photographiques. Les associations savantes versées dans l'océanographie sont à bonne école, mais ne peuvent déployer une lourde organisation par une impossibilité d'accès à des moyens coûteux.
L'océanographie prend le statut d'une science quantifiable en 1872 lorsque l'Écossais Charles Wyville Thomson et le Canadien John Murray ont initié l'expédition du Challenger, accomplie de 1872-1876. D'autres nations européennes et américaines envoyèrent des missions scientifiques, aussi bien des particuliers que des institutions.
La France s'illustre indirectement par l'action énergique et le mécénat du prince savant Albert I de Monaco. Ce dernier, financeur sur ses propres deniers de l'institut d'océanographie à Paris, décide d'organiser de nombreuses campagnes d'explorations maritimes. Il choisit un universitaire sédimentologue de Nancy, Julien Vivien Toulet, pour réaliser de minutieuses cartographies bathymétriques. Toulet devient ainsi le père de l'océanographie française qui émerge encore timidement à la Belle Époque.
En Allemagne, l'océanographie géographique est enseignée dès 1880. Ferdinand von Richthofen, géologue devenu géographe directeur de l'institut de géographie à Berlin de 1886 à sa mort en 1905, océanographe universitaire renommé, est le fondateur de l'institut océanographique de Berlin en 1899. La même année le congrès de Berlin crée le conseil international de l'exploitation de la mer. Le projet qui justifie le lancement du CIEM consiste en une carte bathymétrique générale des océans. L'organisme aujourd'hui spécialisé dans la biologie marine illustrée par les travaux de Knudsen siège à Copenhague. Il fixe les quotas de pêche, initialement proposés pour les mers de l'Europe du Nord-ouest.
Le milieu océanographe berlinois est aussi à l'origine de l'expédition du navire Gauss, la fameuse expédition océanographique Deutsche Südpolar-Expedition confiée de 1901 à 1903 à Erich von Drygalski. Le Gauss après avoir traversé l'océan Indien gagne l'Afrique du Sud et passe un premier hivernage dans la banquise antarctique. La considérable moisson de l'expédition transforme son patron scientifique, de simple professeur de mathématiques et de physique en chercheur glaciologue, professeur de géographie et de géophysique à l'université de Munich, où il exerce de 1906 à 1935.

### Océanographie actuelle entre recherche et politique
Depuis les années 1980, les techniques d'observations spatiales ont permis des progrès considérables en apportant une nouvelle capacité de surveiller globalement les océans, de manière permanente et instantanée : par mesure de la topographie des mers (on parle alors d'hydrographie) et de son évolution temporelle, par celle des vagues, de la température de surface et des indicateurs biologiques, par collecte de données océanographiques mesurées in situ à bord de bouées et de bateaux, etc.
L'imagerie satellitale, et en particulier l'altimétrie satellitale aujourd'hui au centre de l'activité d'océanographie spatiale, est une technique spatiale permettant de mesurer le relief des océans, mise au point dans les années 1970 puis 1980, et qui a vu ses capacités décuplées en termes de précision et de couverture spatio-temporelle. Ces progrès ont été notamment obtenus grâce aux données du satellite franco-américain TOPEX/Poséidon lancé par la fusée Ariane en août 1992. Aujourd'hui, le successeur de ce dernier satellite désormais à la retraite, est Jason-1, premier satellite de ce qui devrait devenir une véritable filière spatiale en matière de suivi océanographique à long terme.
Outre cet aspect d'observation et d'analyse des mesures in situ, un autre grand domaine de l'océanographie est l'étude théorique des processus physiques mis en jeu : on parle d'océanographie physique. Cela se traduit par l'écriture et la résolution d'un jeu d'équations plus ou moins simplifiées représentant les écoulements géophysiques rencontrés dans l'océan. Ces équations, dites équations de Navier-Stokes, souvent très complexes, ne peuvent pas toujours être résolues analytiquement par les méthodes mathématiques classiques, d'où le recours massif à l'utilisation de codes numériques nécessitant une grande puissance de calcul. L'apparition de super-calculateurs offrant de plus en plus de puissance a provoqué un développement intensif de l'usage des codes numériques en océanographie dans les 20 dernières années. Ainsi sont apparus des modèles représentant l'océan mondial et ayant pour but une compréhension globale de la circulation océanique.
En 1961, les Nations-Unies ont voté la création d'une Commission intergouvernementale océanographique sous l'égide de l'UNESCO. Les outils de travail collaboratifs facilitent une approche globale et holistique avec des projets fédérateurs tels que l'Atlas mondial des océans, un projet global d'analyse des données océanographiques (Global Ocean Data Analysis Project) et la mise en place d'un réseau d'aires marines protégées.
Selon l'océanographe Katherine Bell (fondatrice de l'Ocean Discovery League qui travaille à lister environ 10 000 sites profonds méritant d'être explorer pour améliorer la cartographie des fonds océaniques et la connaissance des écosystèmes marins), malgré les progrès scientifiques, seule une infime partie de l'océan profond est bien connue. Selon une évaluation mise à jour en mai 2025 dans Science Advances : moins de 0,001 % des fonds marins profonds ont été observés visuellement, lors d'environ 44 000 plongées scientifiques en haute mer, réalisées par des navires et/ou des submersibles télécommandés ou autonomes ; soit une superficie équivalente à un dixième de la Belgique. La plupart des observations ne concernent que des fonds situés aux États-Unis, au Japon et au large de la Nouvelle-Zélande, l'océan Indien restant presque inexploré. En outre, une part des données appartient à des entreprises privées qui ne les partagent pas avec le monde de l'océanographie.

## Branches de l'océanographie
On distingue quatre grandes branches de l'océanographie :
- la biologie marine (ou l'écologie marine) qui étudie la faune et la flore des océans ainsi que leurs interactions écologiques ;
  - dont l'Ichtyologie, la science qui étudie les poissons.
- l'océanographie chimique étudie la chimie des océans ;
- la géologie marine étudie la géologie du fond des océans dont la tectonique des plaques ;
- l'océanographie physique étudie les caractéristiques physiques de l'océan (telles que la structure thermohaline, les vagues, les marées et les courants marins).

Ces différentes branches montrent que souvent les océanographes ont d'abord étudié les sciences exactes.
S'y ajoutent parfois la météorologie maritime ainsi que l'ingéniérie maritime.

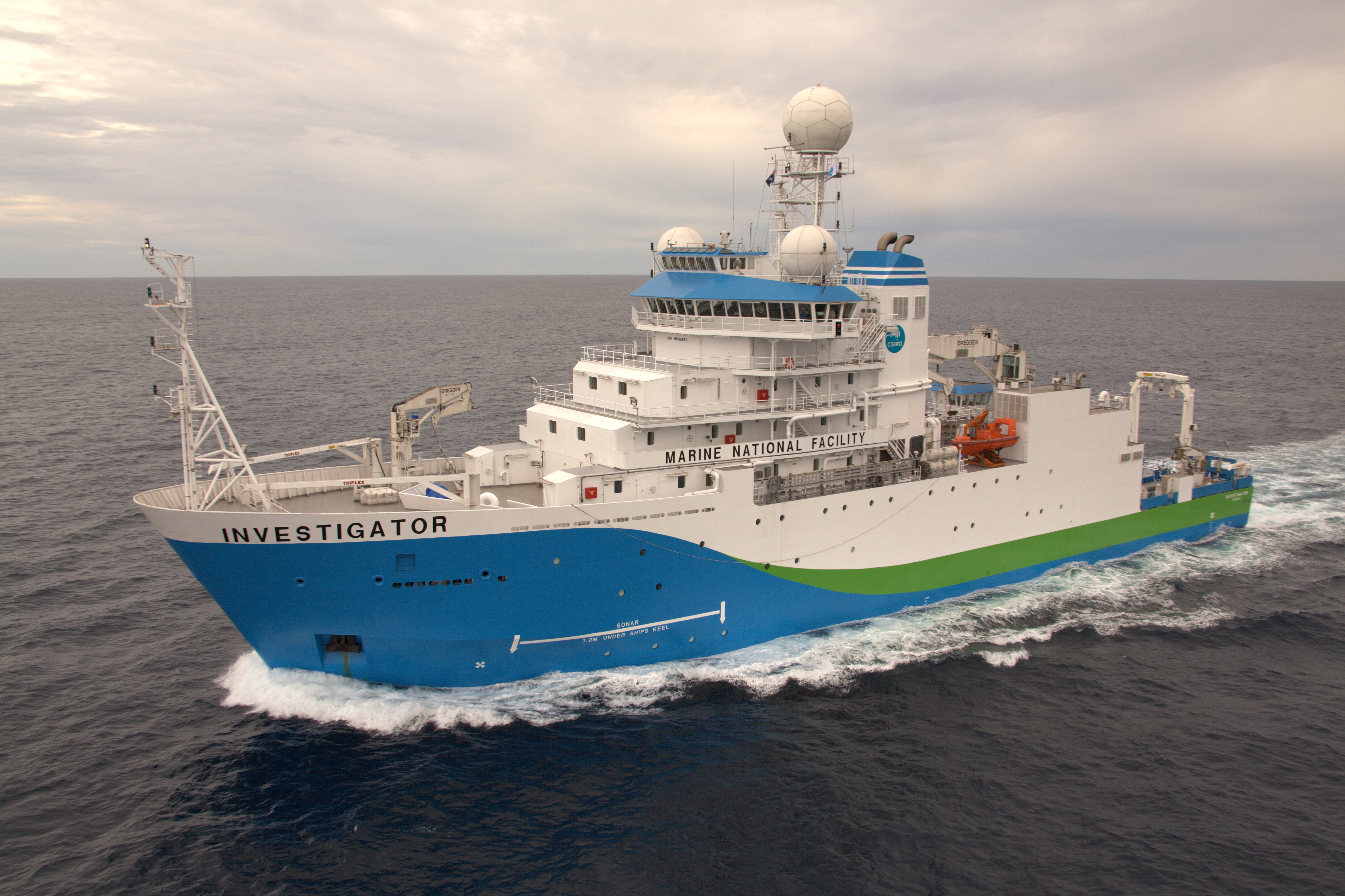
Le navire de recherche océanographique australien RV Investigator

## Océanographie dans le monde
En Chine, un laboratoire national a été installé à Qingdao, consacré aux sciences et techniques de la mer, qui devrait employer 10 000 personnes (chercheurs et personnel) ce qui en fait le premier laboratoire consacré aux océans, et l'une des plus grandes unités scientifiques du monde (alors que la Chine a lancé des projets équivalents sur le cerveau, la physique et l'environnement). Il avait prévu une conférence mondiale sur le climat et les océans en septembre 2016, qui sera sa première ouverture vers le monde. 
En Europe, la commission européenne s'est dotée d'une « Stratégie pour le milieu marin » traduite en une directive cadre (2008/56/CE) qui exigeait — pour 2020 au plus tard — de retrouver le bon état écologique, et a publié en 2012 un livre vert intitulé Marine Knowledge 2020 - From seabed mapping to ocean forecasting.
En France, le Grenelle de la mer a proposé en juin 2009 la création d'« un conseil national de la recherche marine et littoral » dont le rattachement ministériel ni la composition n'ont été précisés, mais dont le pilotage serait « de type Grenelle ».

## Océanographes célèbres
- Gustaf Olof Svante Arrhenius (1922-2019)
- Jacques-Yves Cousteau (1910-1997)
- Anita Conti (1899-1997)
- Fritz Bartz (1908-1970), professeur à Bonn et surtout à Fribourg, grand spécialiste des pêches, tout à la fois géographe, biologiste et ethnologue, auteur du monumental ouvrage Die Grosse Fischereiraume der Welt publié de 1964 à 1974.
- Gunther Dietrich (1911-1972), professeur d'océanographie à Kiel.
- Erich von Drygalski (1865-1949)
- Vagn Walfrid Ekman (1874-1954)
- Vagn Walfrid Ekman Gakhel (1901-1965), découvreur de la dorsale de Lommonosov dans l'océan arctique
- Thomas Frohock Gaskell (1916-1995), obtient le record de mesure dans la fosse des Mariannes
- Klaus Hasselmann (1931-), spécialiste des vagues et du climat, prix Nobel de physique 2021
- Marin Henri Jansen (1817-1893)
- Lucien Laubier (1936-2008)
- Christian Le Provost (1943-2004)
- Kasimiercz Lomnievski (1907-1978), hydrologue de l'océan atlantique et des mers enclavées, notamment de la Baltique et de la Méditerranée, auteur d'un remarquable manuel d'océanographie physique.
- Alfred Merz (1880-1925), chef d'expédition du Meteor
- Charles-Robert Muller, auteur d'une géographie des pêches en 1950
- Walter Munk (1917-2019)
- Fridtjof Nansen (1861-1930)
- Daniel Pauly (1946-)
- Stacy Jupiter (née en 1975)
- Jean-Marie Pérès (1915-1998)
- August Petermann (1822-1878)
- Roger Revelle (1909-1991)
- Ferdinand von Richthoffen (1833-1905)
- Gerhardt Schott (1870-1961), professeur d'océanographie à Hambourg, promoteur d'une géographie régionale des océans
- Harald Sverdrup (1888-1957)
- Camille Vallaux (1870-1945)
- Jeanne Villepreux-Power (1794-1871)
- Charles-François Beautemps-Beaupré (1766-1854)
- Georg Wüst (1890-1977), professeur d'océanographie à Berlin.
- Léopold de Folin (1817-1896)
- María de los Ángeles Alvariño González (1916-2005) précurseur des recherches sur le zooplancton